# Лядова (река)
Ля́дова (укр. Ля́дова) — река на Украине, протекает по территории Виньковецкого района Хмельницкой области, Барского, Мурованокуриловецкого и Могилёв-Подольского районов Винницкой области. Левый приток Днестра (бассейн Чёрного моря).
Длина реки 93 км, площадь бассейна 748 км². Ширина реки 5-10 м, наибольшая — 22 м, глубина до 1-1,2 м. Уклон реки 2,5 м/км. Долина V-образная, в верховье ширина 1-3 км, на отдельных участках сужается до 0,4-0,7 км, ниже ширина долины составляет 1,5-2 км. Пойма двусторонняя, шириной от 30 до 700 м. Русло в верховье слабо разветвлённое, иногда теряется в заболоченной пойме, на отдельных участках летом пересыхает. Сток регулируется прудами и водохранилищами.
Берёт начало северо-западнее села Дашковцы. Течёт сначала на юго-восток, в среднем и нижнем течении — преимущественно на юг. Впадает в Днестр юго-западнее села Лядова.
Основной приток Мощанка (левый).